# 動力學
動力學是古典力學的一門分支，主要研究運動的變化與造成這變化的各種因素。換句話說，動力學研究力對物體之運動所造成的影響。運動學（kinematics）則是純粹描述物體的運動，完全不考慮導致運動的因素。
更仔細地說，動力學研究由於力的作用，物理系統怎樣改變。動力學的基礎定律是艾薩克·牛頓提出的牛頓運動定律。對於任意物理系統，只要知道其作用力的性質，引用牛頓運動定律，就可以研究這作用力對於這物理系統的影響。
在經典電磁學裏，物理系統的動力狀況涉及了經典力學與電磁學，需要使用牛頓運動定律、馬克士威方程式、勞侖茲力方程式來描述。動力學是機械工程和航空工程的基礎課程。
力学可分为静力学和动力学两个主要分支。静力学侧重研究物体处于静止状态时所受的各种力，而动力学则关注物体运动过程中所受到的力及其影响。

## 其他科学领域
药代动力学（Pharmacokinetics） 虽然带有“动力学”一词，但它的重点并不是物体的运动，而是研究药物在人体内的吸收、分布、代谢和排泄过程。这种“动力学”主要指的是药物浓度随时间的变化规律，而不是经典力学中的物体运动。日文翻译为药物动态学。
在科学领域，"动力学"（Dynamics）通常指的是随时间变化的过程，而不仅仅局限于物理学中的运动。例如：
化学动力学（Chemical Kinetics） 研究化学反应速率和影响因素。
生物动力学（Biological Dynamics） 关注生物系统随时间的变化。
金融动力学（Financial Dynamics） 研究市场价格、投资等随时间变化的趋势。
“动力学”更多是描述系统如何随时间演变，并不一定和物理运动相关。

## 力
力是一種造成物體加速的影響，也可以感官體驗為一種推擠或拖拉，這會造成物體改變方向、改變速度、暫時性或永久性的形變。力會迫使改變物體的運動狀態。力是一個向量，具有大小和方向。

## 牛顿运动定律
牛顿运动定律描述物體與力之間的關係，被譽為是经典力学的基礎。這定律是英國物理泰斗艾萨克·牛顿所提出的三條運動定律的總稱，其現代版本通常這樣表述：
- 第一定律（慣性定律）：存在某些參考系，在其中，不受外力的物體都保持靜止或勻速直線運動。
- 第二定律（加速度定律）：施加於物體的淨外力等於此物體的質量與加速度的乘積。
- 第三定律（作用力與反作用力定律）：當兩個物體互相作用時，彼此施加於對方的力，其大小相等、方向相反。

牛顿在發表於1687年7月5日的鉅著《自然哲學的數學原理》裏首先整理出這三條定律。應用這些定律，牛頓可以分析各種各樣動力運動。例如，在此書籍第三卷，牛頓應用這些定律與牛頓萬有引力定律來解釋克卜勒行星運動定律。

## 分支領域
一般而言，動力學討論的課題約略為以下幾點：
- 質點運動學
- 剛體運動學
- 質點動理學
- 剛體動理學
- 振動學
- 分析力學

## 外部連結
- 教育部進修網站